# Färöische Fußballmeisterschaft 2021
Die Färöische Fußballmeisterschaft 2021 war die 79. Saison der höchsten färöischen Fußballliga. Die Liga heißt offiziell Betrideildin nach dem Hauptsponsor Betri Banki. Sie startete am 6. März 2021 mit dem Spiel zwischen EB/Streymur und ÍF Fuglafjørður und endete am 7. November 2021.
Die Aufsteiger 07 Vestur und B68 Toftir kehrten nach zwei beziehungsweise vier Jahren in die höchste Spielklasse zurück. Meister wurde KÍ Klaksvík, die den Titel somit zum 19. Mal erringen konnten. Titelverteidiger HB Tórshavn landete auf dem zweiten Platz. Absteigen mussten hingegen ÍF Fuglafjørður nach drei Jahren sowie TB Tvøroyri nach fünf Jahren Erstklassigkeit.
Im Vergleich zur Vorsaison verbesserte sich die Torquote auf 3,63 pro Spiel, was den höchsten Schnitt seit 2002 bedeutete. Den höchsten Sieg erzielte KÍ Klaksvík mit einem 9:0 im Auswärtsspiel gegen 07 Vestur am 16. Spieltag, was zugleich neben dem 7:2 von NSÍ Runavík gegen TB Tvøroyri am 23. Spieltag das torreichste Spiel darstellte.

## Modus
In der Betrideildin spielte jede Mannschaft an 27 Spieltagen jeweils drei Mal gegeneinander. Die punktbeste Mannschaft zu Saisonende war Meister und nimmt an der Qualifikation zur Champions League teil, während die letzten beiden Mannschaften in die 1. Deild, die färöische Zweitklassigkeit, absteigen mussten.

## Saisonverlauf

### Meisterschaftsentscheidung
KÍ Klaksvík belegte an jedem der 27 Spieltage den ersten Platz. Den ersten Punktverlust gab es am siebten Spieltag durch ein 2:2 im Heimspiel gegen den direkten Verfolger HB Tórshavn, welcher zu diesem Zeitpunkt fünf Punkte Rückstand aufwies. Die einzige Niederlage kassierte KÍ im Nachholspiel des 16. Spieltages, welches HB mit 2:1 für sich entscheiden konnte. Nach dem 25. Spieltag und einem 3:1-Erfolg im Heimspiel gegen B36 Tórshavn lag KÍ Klaksvík uneinholbar vorne und konnte die Meisterschaft feiern.

### Abstiegskampf
TB Tvøroyri belegte ab dem dritten Spieltag durchgängig den letzten Platz und konnte während der kompletten Saison keinen einzigen Sieg erringen. Am vierten Spieltag gelang durch ein 2:2 im Auswärtsspiel gegen B68 Toftir das erste von drei Unentschieden. Nach dem 22. Spieltag und einer 0:6-Heimniederlage gegen Víkingur Gøta stand der Abstieg fest.
B68 Toftir belegte ab dem fünften Spieltag den vorletzten Platz. Der erste Sieg gelang am siebten Spieltag durch ein 3:1 im Heimspiel gegen ÍF Fuglafjørður. Erst am 16. Spieltag gelang mit einem 1:0 im Auswärtsspiel gegen ÍF der zweite Sieg, die ihrerseits mit sieben Punkten aus den ersten drei Spielen einen guten Start erwischten, bis auf den elften und 12. Spieltag jedoch keinen weiteren Sieg erringen konnten. Da B68 bis zum 19. Spieltag in drei weiteren Spielen siegreich war, tauschten beide Mannschaften am 19. Spieltag die Plätze, so dass sich ÍF auf einem Abstiegsplatz befand und diesen bis Saisonende nicht mehr verließ. Durch einen 6:1-Heimsieg gegen TB Tvøroyri am 26. Spieltag konnte B68 Toftir den Klassenerhalt erreichen, während ÍF Fuglafjørður sein Heimspiel mit 2:5 gegen NSÍ Runavík verlor.

## Vereine
| Mannschaft      | Stadion          | Spielort     |
| --------------- | ---------------- | ------------ |
| 07 Vestur       | á Dungasandi     | Sørvágur     |
| B36 Tórshavn    | Tórsvøllur (4)   | Tórshavn     |
| B36 Tórshavn    | Gundadalur (10)  | Tórshavn     |
| B68 Toftir      | Tofta Leikvøllur | Toftir       |
| EB/Streymur     | í Hólmanum       | Eiði         |
| HB Tórshavn     | Tórsvøllur (6)   | Tórshavn     |
| HB Tórshavn     | Gundadalur (8)   | Tórshavn     |
| ÍF Fuglafjørður | Í Fløtugerði     | Fuglafjørður |
| KÍ Klaksvík     | Við Djúpumýrar   | Klaksvík     |
| NSÍ Runavík     | við Løkin        | Runavík      |
| TB Tvøroyri     | við Stórá        | Trongisvágur |
| Víkingur Gøta   | Sarpugerði       | Norðragøta   |

## Abschlusstabelle
| Pl. | Verein             | Sp. | S  | U | N  | Tore    | Diff. | Punkte |
| --- | ------------------ | --- | -- | - | -- | ------- | ----- | ------ |
| 1.  | KÍ Klaksvík        | 27  | 23 | 3 | 1  | 099:120 | +87   | 72     |
| 2.  | HB Tórshavn (M, P) | 27  | 19 | 4 | 4  | 087:220 | +65   | 61     |
| 3.  | Víkingur Gøta      | 27  | 18 | 6 | 3  | 059:270 | +32   | 60     |
| 4.  | NSÍ Runavík        | 27  | 14 | 5 | 8  | 054:380 | +16   | 47     |
| 5.  | B36 Tórshavn       | 27  | 12 | 9 | 6  | 051:330 | +18   | 45     |
| 6.  | 07 Vestur (N)      | 27  | 8  | 4 | 15 | 036:740 | −38   | 28     |
| 7.  | EB/Streymur        | 27  | 7  | 4 | 16 | 028:530 | −25   | 25     |
| 8.  | B68 Toftir (N)     | 27  | 7  | 4 | 16 | 033:660 | −33   | 25     |
| 9.  | ÍF Fuglafjørður    | 27  | 4  | 4 | 19 | 026:700 | −44   | 16     |
| 10. | TB Tvøroyri        | 27  | 0  | 3 | 24 | 017:950 | −78   | 03     |

| (M) | Meister 2020                     |
| (P) | Pokalsieger 2020                 |
| (N) | Aufsteiger aus der 1. Deild 2020 |

## Kreuztabelle
| 2021            | B36 Tórshavn | B36 Tórshavn | EB/Streymur | EB/Streymur | HB Tórshavn | HB Tórshavn | KÍ Klaksvík | KÍ Klaksvík | NSÍ Runavík | NSÍ Runavík | TB Tvøroyri | TB Tvøroyri | B68 Toftir | B68 Toftir | 07 Vestur | 07 Vestur | Víkingur Gøta | Víkingur Gøta | ÍF Fuglafjørður | ÍF Fuglafjørður |
| --------------- | ------------ | ------------ | ----------- | ----------- | ----------- | ----------- | ----------- | ----------- | ----------- | ----------- | ----------- | ----------- | ---------- | ---------- | --------- | --------- | ------------- | ------------- | --------------- | --------------- |
| B36 Tórshavn    |              |              | 2:1         | 3:2         | 2:4         | 2:2         | 0:0         | –           | 1:1         | –           | 3:0         | –           | 0:0        | 2:1        | 1:1       | –         | 1:1           | 2:0           | 2:2             | 5:0             |
| EB/Streymur     | 0:4          | –            |             |             | 0:3         | 0:1         | 0:4         | –           | 2:1         | –           | 5:2         | –           | 3:2        | 0:1        | 1:3       | –         | 0:0           | 1:1           | 1:1             | 1:0             |
| HB Tórshavn     | 0:0          | –            | 4:1         | –           |             |             | 2:3         | 2:1         | 5:2         | 4:0         | 6:0         | –           | 1:0        | 5:0        | 7:0       | 5:0       | 1:2           | –             | 6:1             | 2:0             |
| KÍ Klaksvík     | 4:0          | 3:1          | 3:0         | 2:1         | 2:2         | –           |             |             | 2:0         | 2:0         | 4:0         | 7:0         | 8:0        | –          | 4:0       | –         | 3:0           | –             | 4:0             | –               |
| NSÍ Runavík     | 4:2          | 2:0          | 3:0         | 4:0         | 0:0         | –           | 0:3         | –           |             |             | 3:0         | 7:2         | 4:3        | –          | 1:1       | 2:0       | 1:1           | 0:2           | 3:0             | –               |
| TB Tvøroyri     | 0:4          | 1:2          | 1:1         | 0:1         | 0:4         | 1:6         | 0:5         | –           | 0:2         | –           |             |             | 0:1        | –          | 2:4       | 1:5       | 0:6           | –             | 0:1             | –               |
| B68 Toftir      | 1:3          | –            | 2:1         | –           | 0:6         | –           | 0:4         | 0:5         | 1:2         | 0:1         | 2:2         | 6:1         |            |            | 1:2       | –         | 0:6           | 2:2           | 3:1             | 2:0             |
| 07 Vestur       | 0:2          | 2:2          | 1:3         | 0:1         | 0:5         | –           | 0:5         | 0:9         | 2:4         | –           | 3:1         | –           | 3:2        | 1:1        |           |           | 2:4           | 1:2           | 1:0             | –               |
| Víkingur Gøta   | 1:0          | –            | 3:1         | 0:1         | 2:1         | 3:1         | 1:2         | 1:1         | 2:1         | –           | 1:0         | 1:0         | 3:1        | –          | 4:1       | –         |               |               | 5:1             | 3:2             |
| ÍF Fuglafjørður | 0:5          | –            | 2:1         | –           | 0:2         | –           | 1:4         | 1:5         | 1:1         | 2:5         | 3:1         | 2:2         | 0:1        | –          | 3:1       | 1:2       | 1:2           | –             |                 |                 |

## Torschützenliste
Bei gleicher Anzahl von Treffern sind die Spieler nach dem Nachnamen alphabetisch geordnet.
| Pl. | Name                 | Team                                 | Tore |
| --- | -------------------- | ------------------------------------ | ---- |
| 1.  | Mikkel Dahl          | HB Tórshavn                          | 27   |
| 2.  | Páll Klettskarð      | KÍ Klaksvík                          | 18   |
| 3.  | Klæmint Olsen        | NSÍ Runavík                          | 16   |
| 4.  | Andreas Olsen        | Vikingur Gota                        | 14   |
| 4.  | Bob Sumareh          | KÍ Klaksvík                          | 14   |
| 6.  | Jóannes Bjartalíð    | KÍ Klaksvík                          | 13   |
| 7.  | Sølvi Vatnhamar      | Vikingur Gota                        | 12   |
| 8.  | Árni Frederiksberg   | KÍ Klaksvík                          | 10   |
| 8.  | Adrian Justinussen   | HB Tórshavn                          | 10   |
| 10. | Jákup Johansen       | Vikingur Gota                        | 9    |
| 10. | Martin Klein         | Vikingur Gota                        | 9    |
| 10. | Petur Knudsen        | NSÍ Runavík                          | 9    |
| 10. | Bjarki Nielsen       | B36 Tórshavn                         | 9    |
| 10. | Stefan Radosavljevic | HB Tórshavn                          | 9    |
| 10. | Uroš Stojanov        | ÍF Fuglafjørður (6) B36 Tórshavn (3) | 9    |

## Trainer
| Mannschaft      | Trainer                | Spieltage      |
| --------------- | ---------------------- | -------------- |
| 07 Vestur       | Heðin Askham           | 01–11          |
| 07 Vestur       | Magnus Powell          | 12–27          |
| B36 Tórshavn    | Dan Brimsvík           | 01–27          |
| B68 Toftir      | Øssur Hansen           | 01–27          |
| EB/Streymur     | Jákup Martin Joensen   | 01–27          |
| HB Tórshavn     | Jonas Dal Andersen     | 01–11 13–14    |
| HB Tórshavn     | Kevin Schindler        | 12 15–27       |
| HB Tórshavn     | Allan Dybczak          | 12 16 18–27    |
| ÍF Fuglafjørður | Ólavur Larsen          | 01–11 13–16    |
| ÍF Fuglafjørður | Bartal Eliasen         | 12 18 20–27    |
| ÍF Fuglafjørður | Agnar Prestá           | 17 19          |
| KÍ Klaksvík     | Mikkjal Thomassen      | 01–27          |
| NSÍ Runavík     | Allan Jepsen           | 01–16          |
| NSÍ Runavík     | André Olsen            | 17             |
| NSÍ Runavík     | Bill Mc. Leod Jacobsen | 18–27          |
| TB Tvøroyri     | Michael Winter         | 01–07          |
| TB Tvøroyri     | Karl Øster             | 08–10          |
| TB Tvøroyri     | Lars Heiliger          | 11 13–14 16–23 |
| TB Tvøroyri     | Helen Nkwocha          | 12 15 24–27    |
| Víkingur Gøta   | Jóhan Petur Poulsen    | 01–27          |

Während der Saison gab es bei fünf Mannschaften Trainerwechsel. 07 Vestur verbesserte sich daraufhin um zwei Position auf den sechsten Platz, HB Tórshavn und NSÍ Runavík um eine Position auf den zweiten beziehungsweise vierten Platz. ÍF Fuglafjørður verschlechterte sich hingegen um zwei Positionen auf den neunten Platz, wohingegen TB Tvøroyri auf dem letzten Platz verblieb.

## Schiedsrichter
Folgende Schiedsrichter leiteten die 135 Erstligaspiele:
| Name                   | Stammverein   | Spiele |
| ---------------------- | ------------- | ------ |
| Alex Troleis           | B68 Toftir    | 17     |
| Jóhan Hendrik Ellefsen | MB Miðvágur   | 16     |
| Dagfinn Forná          | NSÍ Runavík   | 16     |
| Rúni Gaardbo           | B68 Toftir    | 15     |
| Eiler Rasmussen        | AB Argir      | 15     |
| Bjarki Danielsen       | NSÍ Runavík   | 14     |
| Kári á Høvdanum        | Víkingur Gøta | 14     |
| Petur Reinert          | Víkingur Gøta | 10     |
| Runi Olsen             | MB Miðvágur   | 07     |
| Rani Andrasson Skaalum | Undrið FF     | 06     |
| Áron Sofus Vest        | KÍ Klaksvík   | 05     |

## Die Meistermannschaft
In Klammern sind die Anzahl der Einsätze sowie die dabei erzielten Tore genannt.
| 1. | KÍ Klaksvík |
|    | Dávid Andreasen (1/1) \| Jákup Andreasen (22/5) \| Jóannes Bjartalíð (24/13) \| Daniel Björkman (10/1) \| Jesper Brinck (19/0) \| Jóannes Danielsen (27/2) \| Boris Dosljak (14/3) \| Odmar Færø (25/4) \| Árni Frederiksberg (26/10) \| Jasper Van Der Heyden (13/5) \| Kristian Joensen (5/0) \| Jonn Johannessen (20/5) \| Páll Klettskarð (23/18) \| Claes Kronberg (23/4) \| Dávid Langgaard (9/2) \| Deni Pavlovic (20/1) \| Børge Petersen (13/1) \| Óli Poulsen (5/0) \| Ivar Rønning (14/1) \| Mathias Rosenørn (22/0) \| Bob Sumareh (19/14) \| Heini Vatnsdal (22/4) ohne Einsatz: Géza Tamás Turi - Trainer: Mikkjal Thomassen |

## Nationaler Pokal
Im Landespokal gewann Meister B36 Tórshavn im Elfmeterschießen gegen NSÍ Runavík. Meister KÍ Klaksvík schied in der 1. Runde aus.

## Europapokal
2021/22 trat HB Tórshavn als Meister des Vorjahres in der Vorrunde zur Champions League an und schied mit 0:1 gegen Inter Club d’Escaldes (Andorra) aus. Anschließend spielte HB in der 2. Qualifikationsrunde zur UEFA Europa Conference League und setzte sich mit 4:0 und 2:0 gegen FK Budućnost Podgorica (Montenegro) durch. In der 3. Qualifikationsrunde wurde das Auswärtsspiel mit 2:7 gegen Maccabi Haifa (Israel) verloren, anschließend gelang ein 1:0 im Rückspiel, was dennoch das Ausscheiden aus dem Wettbewerb bedeutete.
NSÍ Runavík startete in der 1. Qualifikationsrunde zur UEFA Europa Conference League gegen FC Honka Espoo (Finnland). Nachdem im Hinspiel ein 0:0 gelungen war, wurde das Rückspiel zu Hause mit 1:3 verloren.
KÍ Klaksvík gewann in der 1. Qualifikationsrunde zur UEFA Europa Conference League zunächst das Auswärtsspiel gegen FK RFS (Lettland) mit 3:2. Im Heimspiel stand es nach 90 Minuten 2:3 aus Sicht von KÍ, nach Abschluss der Verlängerung und einem Spielstand von 2:4 bedeutete dies ebenfalls das Ausscheiden.

## Aus deutscher Sicht
Mit Kevin Schindler (Trainer HB Tórshavn), Michael Winter und Lars Heiliger (Trainer TB Tvøroyri) und Sascha Schmalz (Mittelfeldspieler TB Tvøroyri) waren in dieser Saison auch vier Deutsche auf den Färöer-Inseln aktiv. Sascha Schmalz schaffte es dabei, sich als erster Deutscher nach Dieter Ferber 1971 in der Torschützenliste der höchsten Spielklasse zu verewigen. Beim Auswärtsspiel von TB Tvøroyri am 23. Spieltag bei NSÍ Runavík erzielte er das zwischenzeitliche 2:6 (Endstand 2:7).